# Stopplaats Westerbroek
Westerbroek (afkorting Wte ) is een voormalige stopplaats aan de Nederlandse spoorlijn Harlingen - Nieuwe Schans, de spoorlijn Harlingen - Leeuwarden - Groningen - Nieuweschans. De stopplaats lag bij Westerbroek tussen de huidige stations Kropswolde en Groningen.
Het station werd geopend in het jaar 1905 en gesloten op 2 mei 1932. Het haltegebouw bij het station werd in 1914 gebouwd (dit was een houten wachtruimte). In 1930 werd dit gebouw verplaatst naar Station Ulsda. Daar heeft het nog tot 1950 dienstgedaan. Bij het station stonden twee wachterswoningen die beide in 1870 werden gebouwd. Momenteel staat nog een van de twee woningen overeind.